# Schlosstheater Moers

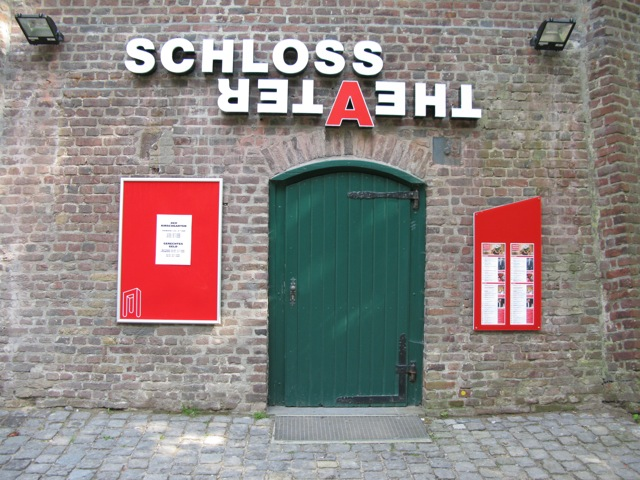
Eingang des Schlosstheater Moers (2011)

Das Schlosstheater Moers ist ein Theater mit mehreren Spielorten in Moers. Es ist das kleinste Stadttheater in Nordrhein-Westfalen sowie eines der kleinsten Stadttheater Deutschlands.

## Geschichte
Das Theater wurde mit der Premiere des Stückes Ratcliff rechnet ab am 8. März 1975 von dem Intendanten Holk Freytag offiziell gegründet. Es ist im Moerser Schloss beheimatet. Bereits 1969 hatte Freytag das Schultheater ins Leben gerufen, welches – zunächst aus vier Schauspielern bestehend – mit Stücken wie Furcht und Elend des Dritten Reiches von Bertolt Brecht oder Picknick im Felde von Fernando Arrabal Theater an Schulen brachte. 1970 organisierte er die 1. Schlosshofspiele, die er bis 1983 fortführte. 1973 zogen Freytag und seine Schauspieler in das Gebäude am Kastell 6 ein, wo sich heute das Studio des Theaters befinde.
Gemeinsam mit seinem Ensemble konnte sich Freytag in den 1970er und 1980er Jahren mit seinem gesellschaftskritischen und experimentellen Theater überregional behaupten. Auch die folgenden Intendanten setzten die programmatische Linie fort.
Seit 1983 gab es mit dem S.TM-Jugendforum eine Einrichtung für theaterinteressierte Jugendliche, die gemeinsam mit ihrem Leiter Marcus Lachmann und später Anne-Carolin Weidner ein Theaterstück pro Jahr erarbeiteten. 1984 brachten sie eine moderne Version von Aristophanes’ Der Frieden zur Aufführung, 1987 spielten sie Der grüne Kakadu von Arthur Schnitzler.
Pia Bierey war 1988 die einzige Frau in der Bundesrepublik, die einen Intendantenposten innehatte. In den 1980er Jahren zählten unter anderem die Schauspieler Joachim Król, Ulrike Folkerts und Ingo Naujoks zum Ensemble. Naujoks gehörte auch zu den Schauspielern, die Pia Bierey in der Spielzeit 1990/91 nach Vertrauenskonflikten aufforderten, die Intendanz niederzulegen.
Kritikerumfragen setzten das Schlosstheater Moers 2000 unter Intendant Johannes Lepper auf den ersten Platz der Landesbestenliste von Nordrhein-Westfalens Bühnen.
Unter dem Motto „Das Theater geht in die Stadt und holt die Stadt ins Theater“ realisiert das Schlosstheater unter der Intendanz von Ulrich Greb seit 2003 Projekte zu aktuellen gesellschaftspolitischen Themen wie Demenz (2005/06), Armut (2007/08), Flucht (2008/2009), Tod (2011/12) und Klimawandel (12/13). Von 2019 bis 2022 initiierte und kuratierte das Schlosstheater das soziokulturelle Projekt Das W – Zentrum für urbanes Zusammenleben, unter dessen Dach soziale sowie installative, theatrale und diskursive Veranstaltungen stattfanden.
Ab 2003 wurden die Spielorte des Theaters um Fitness-Center, die Tennishalle am Solimare, das alte Abschiebegefängnis, das Wallzentrum und den Ratssaal im Neuen Rathaus erweitert.
2005 wurde die Regisseurin Barbara Wachendorff für den deutschen Theaterpreis Faust 2006 nominiert und mit dem Veranstalterpreis der NRW-Ticket GmbH geehrt.
Das Schlosstheater wurde mehrfach zum NRW-Theatertreffen eingeladen und prämiert: 2004 für Der Drang von Franz Xaver Kroetz, 2005 für William Shakespeares Hamlet, 2006 für Zitrone Schlüssel Ball, 2017 für William Shakespeares Richard III., 2019 für Ödön von Horváths Zur schönen Aussicht.
Seit 2006 gibt es am Schlosstheater Moers mit dem Jungen STM eine eigene Sparte für Kinder- und Jugendtheater, die bis 2019 von Theaterpädagoge Holger Runge geleitet wurde. Seit 2020 leitet Kathrin Leneke das Junge STM. Die Inszenierungen Vom Teufel mit den drei goldenen Haaren (2006), Bonnie und Karl (2012), Alice im Wunderland (2016), Elisa und die Schwäne (2019) und Der Bär, der nicht da war (2022) wurden zum NRW-Theaterfestival WESTWIND eingeladen. Seit 1993 gibt es mit den Penguin's Days jährlich ein Kinder- und Jugendtheaterfestival am Schlosstheater Moers, das sich als direkte Reaktion auf den rechtsextremen Brandanschlag von Solingen gründete, bei dem fünf Menschen starben.
2021 wurde das Theater als eines von elf Theatern mit dem Theaterpreis des Bundes ausgezeichnet. Die Würdigung war mit einem Preisgeld von 75.000 Euro verbunden. Ebenfalls 2021 wurde Ulrich Greb der Große Kulturpreis der Sparkassen-Kulturstiftung Rheinland zuerkannt.

## Intendanten
- 1975–1988 Holk Freytag
- 1988–1990 Pia Bierey
- 1990–1999 Rupert J. Seidl
- 1999–2003 Johannes Lepper
- 2003–heute Ulrich Greb
- ab 2025/26 Jakob Arnold und Daniel Kunze[14]